# 岐阜県立土岐高等学校釜戸分校
岐阜県立土岐高等学校釜戸分校（ぎふけんりつときこうとうがっこう　かまどぶんこう）とは、かつて岐阜県土岐郡釜戸村（現・瑞浪市釜戸町）にあった公立の高等学校の分校。

## 概要
- 岐阜県立土岐高等学校[注釈 2]の定時制の分校であった。県立高等学校の分校であったが、設置者は釜戸村であった。
- 跡地は釜戸小学校の校地の一部となっている。

## 沿革
- 1948年（昭和23年）10月 - 土岐郡釜戸村に岐阜県立土岐高等学校釜戸分校として開校。昼間定時制家庭科を設置。校舎は釜戸小学校の校舎の一部を使用。
- 1954年（昭和29年）3月 - 廃校。廃校時の生徒数は30名。